# یادگیری همیارانه
یادگیری همیارانه یک وضعیت است که در آن دو یا چند نفر تلاش می‌کنند تا مفهومی را با یکدیگر یاد بگیرند بر خلاف یادگیری فردی، در یادگیری همیارانه افراد بر منابع و مهارت‌های یکدیگر سرمایه‌گذاری می‌کنند. (از یکدیگر برای اطلاعات، ارزیابی عقاید یکدیگر، نظارت بر کار یکدیگر و غیره استفاده می‌کنند). به‌طور خاص، یادگیری همیارانه مبتنی بر مدلی است که بر اساس آن دانش را می‌توان در یک جمع ایجاد کرد بطوریکه اعضای آن جمع با به اشتراک گذاشتن تجربیات خود و ایفای نقش‌های نامتقارن در تعامل با یکدیگر هستند یادگیری همیارانه به متدولوژی‌ها و محیط‌هایی اشاره دارد که در آن دانش آموزان در معرض یک تکلیف مشترک قرار می‌گیرند و هر فرد باید در این نوع یادگیری در یک مکالمه چهره به چهره نسبت به تکلیف ارائه شده پاسخگو باشند همچنین اینکار می‌تواند با گفتگوهای کامپیوتری (انجمنهای آنلاین، اتاق‌های گفتگو، و غیره) انجام شود برای بررسی فرایندهای یادگیری، روش آنالیز گفتگوها و تحلیل آماری مباحثات بکار می‌رود به‌طور کلی، یادگیری همیارانه زمانی اتفاق می‌افتد که گروهی از دانش آموزان برای درک یک مفهوم یا پیدا کردن راه حلی برای ساخت یک محصول از یادگیری خود با هم کار می‌کنند. علاوه بر این، یادگیری همیارانه رابطهٔ سنتی دانش آموز و معلم را در کلاس درس دوباره تعریف می‌کند. فعالیت‌های یادگیری همیارانه می‌تواند شامل نوشتن مشارکتی، پروژه‌های گروهی، حل مسائل مشترک، مناظره، تیم‌های مطالعه و فعالیت‌های دیگر باشد. این رویکرد نزدیک به یادگیری مشارکتی است.

## پیش زمینهٔ نظری
یادگیری همیارانه، ریشه در مفهوم یادگیری لئو ویگوتسکی به نام منطقه مجاور رشد دارد. به‌طور معمول، تکالیفی وجود دارد که یادگیرندگان یا قادر به انجام آن هستند ویا قادر به انجامش نیستند. بین این دو وضعیت، منطقه مجاور رشد است. در این منطقه، مجموعه ای از مهارت‌های لازم برای رشد یادگیری به یادگیرنده، توسط یک راهنما ارائه می‌شود. در تعریف ویگوتسکی از منطقه مجاور رشد، اهمیت یادگیری از طریق ارتباطات و تعاملات با دیگران، (نه فقط از طریق کار انفرادی) برجسته می‌شود. این راه را برای ایده‌های یادگیری گروهی، که یکی از آن‌ها یادگیری همیارانه است، هموار ساخته‌است. یادگیری همیارانه در دستیابی به تفکر انتقادی بسیار مهم است. طبق نظر (Gokhale (1995، افراد می‌توانند اطلاعات بیشتری و سطوح بالاتری از یادگیری را، هنگام کار در یک گروه، نسبت به وضعیت انفرادی بدست بیاورند، این امر درهر دو مورد تسهیل‌کننده دانش، (یعنی مربیان) و یاد گیرندگان دانش، (یعنی دانش آموزان) کاربرد دارد. به عنوان مثال، در جوامع بومی از آمریکا، یادگیری همیارانه رخ می‌دهد، زیرا ا فرادی که در فرایند یادگیری هستند همگی در یک سطح هستند بدین معنی که کودکان و بزرگسالان دراین فرایند برابر هستند

## تفاوت‌ها با یادگیری مشارکتی
در تعریف تفاوت بین یادگیری همیارانه و مشارکتی، اختلاف نظر وجود دارد. بعضی معتقدند که با وجود شباهت دارای تفاوت‌هایی نیز هستند، در حالی که هر دو مدل از تقسیم کار استفاده می‌کنند، یادگیری همیارانه نیازمند تعامل متقابل همهٔ شرکت کنندگان و تلاش هماهنگ برای حل مسئله است در حالیکه یادگیری مشارکتی مستلزم داشتن مسئولیت برای یک بخش خاص و سپس هماهنگ سازی بخش‌های مربوطه با هم است. یکی دیگر از تفاوت‌های اظهار شده این است که یادگیری مشارکتی به‌طور معمول برای کودکان مورد استفاده قرار می‌گیرد، زیرا برای درک مبانی دانش مورد استفاده قرار می‌گیرد، در حالیکه یادگیری همیارانه برای دانشجویان دانشگاه بکار می‌رود، زیرا برای آموزش غیر پایه ای از یادگیری استفاده می‌شود. نظر دیگری برای تفاوت میان یادگیری مشارکتی و همیارانه این است که که یادگیری مشارکتی، فلسفه تعامل است در حالیکه که یادگیری همیارانه ساختار تعامل است. همچنین در یادگیری مشارکتی در کلاس‌های درس، معمولا معلم فرایند اجرای کار را مدیریت می‌کند و برای دانش‌آموزان اهداف مشخصی را تعیین می‌کند. با این حال، بسیاری از روانشناسان، یادگیری همیارانه و یادگیری مشارکتی را مشابه تعریف کرده‌اند. هر دونوع یادگیری، یک مکانیسم یادگیری گروهی برای یادگیرندگان است که به منظور به دست آوردن مجموعه ای از مهارت‌ها یا دانش، بکار می‌روند.

## کلاس درس
اغلب، یادگیری همیارانه که به عنوان اصطلاح کلیدی برای انواع رویکرد در آموزش استفاده می‌شود، به معنی تلاش مشترک فکری دانش آموزان با یکدیگر ویا دانش آموزان و معلمان، بوسیلهٔ در گیر کردن آن‌ها در فعالیت‌های یادگیری متقابل است بسیاری از این یافته‌ها برای کمک به یادگیری مؤثر دانش آموزان مورد استفاده قرار می‌گیرد. این نوع رویکرد کارآمد تر از یادگیری دانش آموزان به‌طور مستقل است. برخی نتایج مثبت از فعالیت‌های یادگیری همیارانه این است که، دانش آموزان می‌توانند با تعامل با یکدیگر و اطمینان از این که همه درک می‌کنند، بیشتر یاد بگیرند، دانش آموزان اطلاعات بیشتری را از بحث‌های متفکرانه بدست می‌آورند، و با همکاری با یکدیگر در مورد یادگیری، رفتار مثبت تری خواهند دارند. تشویق به یادگیری همیارانه می‌تواند به بهبود محیط یادگیری در آموزش عالی کمک کند. Kenneth Bruffee یک تحلیل نظری در مورد وضعیت تحصیلات عالی در آمریکا انجام داد. Bruffee، تعریف مجدد یادگیری همیارانه در دانشگاه‌ها را هدف قرار داد. فعالیت‌های متقابل، بیشتر به دانش آموزان کمک می‌کند تا در فعالیت‌ها بیشتر درگیر باشند و یادگیرندگان متفکر تری شوند و به آن‌ها آموزش می‌دهد که به دست آوردن دانش یک فعالیت اشتراکی و اجتماعی است. در مقایسه با شیوه‌های سنتی تر که در آن دانش آموزان در شرایط نبود تعامل، اطلاعات را تنها از معلم دریافت می‌کردند، یادگیری مشارکتی و یادگیری مسئله محور، تعامل دانش آموزان و حفظ اساس کلاس درس را بهبود دادند. یک فراتحلیل، مقایسه ای را بین کار گروهی کوچک از افراد با کار انفرادی در طول دوازده سال تحصیلی و کلاس‌های کالج انجام داد. این تجزیه وتحلیل نشان داد که دستاورد دانش آموزانی که در گروه‌های کوچک کار می‌کنند، در مقایسه با دانش آموزانی که به صورت انفرادی کار می‌کنند، به میزان قابل توجهی بیشتر بوده و گروه‌های بهینه برای یادگیری، از سه یا چهار دانش آموز تشکیل شده‌است. بدین ترتیب که دانش آموزان با توانایی کمتر در گروه‌های در هم آمیخته بهترین کارایی را دارند و دانش آموزان با توانایی متوسط در گروه‌های همگن بهترین کار را می‌توانند ارائه دهند. برای دانش آموزان با توانایی بالاتر، سطح توانایی گروه‌ها هیچ تفاوتی نداشت. در بیش از ۴۰ مورد مطالعه در طول مدت ابتدایی، متوسطه و دبیرستان و کلاس‌های انگلیسی، نشان داده شده که شیوه‌های یادگیری مبتنی بر بحث، باعث بهبود درک مطلب و مهارت تفکر انتقادی در دانش آموزان ورای زمینه‌های قومی و اجتماعی و اقتصادی ایشان می‌شود. حتی مباحثی که به‌طور خلاصه به مدت ده دقیقه با سه شرکت‌کننده طول می‌کشد، درک دانش آموز را در مورد شخصیت‌ها و اتفاقات کلیدی داستان، بهبود می‌بخشد.

## فناوری
فناوری عامل مهمی در یادگیری همیارانه شده‌است. در طول ده سال گذشته، اینترنت به گروه‌های مختلف اجازهٔ ایجاد فضایی مشترک برای برقراری ارتباط داده‌است. محیط‌های مجازی بمنظور اجازه به افراد برای برقراری ارتباط از راه دور بسیار مهم هستند این افراد با وجود فاصلهٔ زیاد هنوز احساس می‌کنند که بخشی از گروه هستند. پژوهشی بر روی چگونگی استفاده از فناوری در افزایش توانایی یادگیری همیارانه صورت گرفته‌است. مطالعهٔ ویژه ای توسط الیزابت استیسی در مورد چگونگی اثر فناوری بر ارتباط توسط کامپیوتر بین دانشجویان تحصیلات تکمیلی در رشتهٔ MBE انجام شده‌است. بسیاری از این دانشجویان حتی زمانی که در محوطه دانشگاه خود حضور نیافتند، از راه دور یادمی‌گرفتند. نتایج مطالعه به ایجاد یک مدل محیط یادگیری آنلاین کمک کرد اما از آنجا که از زمان این تحقیق انجام شده، اینترنت به‌طور گسترده‌ای افزایش یافته تحولات زیادی در معنی ارتباط صورت گرفته‌است توسعه تکنولوژی جدیدی از یادگیری همیارانه در آموزش عالی و محل کار پشتیبانی می‌کند. این ابزار اجازهٔ قدرت بیشتر و کاربرد بیشتر محیط یادگیری را می‌دهد.

## یادگیری شبکه ای همیارانه(Collaborative networked learning)
بر اساس Findley 1987، "یادگیری شبکه ای همیارانه (CNL)" یعنی یادگیری از طریق گفتگو الکترونیکی بین خود یادگیرندگان و یادگیرندگان - کارشناسان رخ می‌دهد. یادگیرندگان برای دستیابی به موفقیت یک هدف مشترک دارند، و به یکدیگر وابسته و پاسخگو هستند .CNL در گروه‌های تعاملی رخ می‌دهد که در آن شرکت کنندگان به‌طور فعال با یکدیگر در یک چارچوب متنی ارتباط برقرار و مذاکره می‌کنند که ممکن است توسط مربی آنلاین، مربی یا یک گروه هدایت‌کننده تسهیل شود. یادگیری همیارانه کامپیوتری (CSCL) یک پارادایم آموزشی نسبتاً جدید در زمینه یادگیری همیارانه است که از فناوری استفاده می‌کند تا در یک محیط یادگیری به میانجیگری و پشتیبانی از تعاملات گروهی در متن یک محیط یادگیری همیارانه کمک کند. سیستم‌های CSCL از تکنولوژی برای کنترل و نظارت بر تعاملات، تنظیم وظایف، قواعد و نقش‌ها استفاده می‌کنند ونقش واسطه برای دستیابی به دانش جدید را بازی می‌کند.